# 利茲站
利茲站（英語：Leeds railway station，又稱利兹市鐵路站，Leeds City railway station）是一座服務利茲市中心的主線鐵路車站，位於英格蘭西約克郡。截至2016年，本站為英國倫敦地區以外第三繁忙的車站。本站的位置是在城市廣場以南的新車站街，位處公園路的下游，地標建築皇后酒店的後方。本站是英國國營鐵路公司所管理的19座車站之一。
利茲是英國鐵路網絡中的重要樞紐。本站為東海岸主線利茲支線的終點站，提供通往倫敦的高速城際鐵路服務，也是縱貫鐵路線上蘇格蘭、中部地區及西南英格蘭之間的重要中途站，該鐵路連接了伯明翰、格拉斯哥、愛丁堡、打比、諾定咸、雷丁、布里斯托、雅息特、普利茅斯、彭贊斯等主要城市。本站亦提供定期城際鐵路服務，來往北英格蘭地區的主要城市，包括曼徹斯特、利物浦、紐卡素及謝菲爾德。此外，本站亦是風光秀麗的塞特爾-卡萊爾鐵路的終點站。未來車站將進行擴建，以連接至構建中的2號高速鐵路。
利茲是約克郡地區的地方及區域鐵路樞紐，連接區內各個主要城市，如約克、斯卡布羅、侯城、唐卡斯特及謝菲爾德。本站是西約克郡Metro通勤鐵路系統的中心，提供開往巴拉福特、韋克菲爾德、迪斯伯里、哈德斯菲爾德及哈利法克斯的鐵路服務。
本站於2014年4月至2015年3月期間的乘客量約為2300萬人次，為北英格蘭地區最繁忙的車站，亦是英國倫敦地區以外第三繁忙的車站，僅次於伯明翰新街及格拉斯哥中央。

## 概況

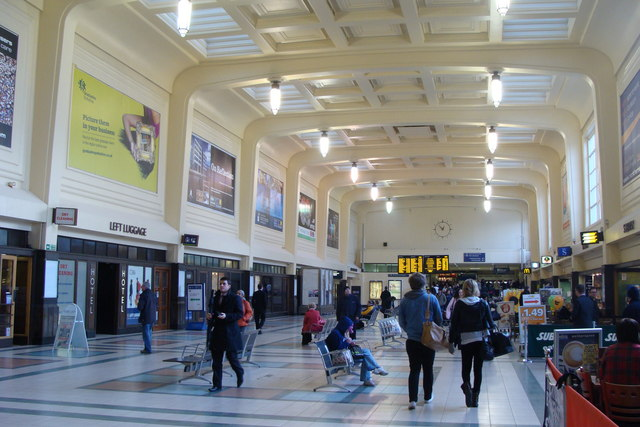
車站北大堂（商店前身為月台入口）

利茲站築於山坡之上，山坡從市區南面下斜至艾爾河和利茲-利物浦運河流域。車站結構整體上以維多利亞式磚拱支撐，磚拱位於內維爾街旁邊，該處有一購物中心，設有咖啡店、餐廳、商店，以及名為糧倉碼頭的展覽場地，當地又稱為「黑暗拱門」。
本站設有17個月台，是英格蘭倫敦地區以外擁有最多月台的車站。17個月台當中，11個是港灣式月台，6個是中途式月台。大部分月台會再細分為最多四節，如1a、1b、1c月台等。若把每節月台分別計算，月台總數則為47個。本站提供各類零售設施，包括咖啡店、快餐店、酒吧、報商、藥店、超級市場等等。英國運輸警察亦於新車站街設立警局，該局負責維護西約克郡內各鐵路車站。
直至九十年代，本站仍一直採取人手驗票模式。2008年，北方鐵路為了改善車站於繁忙時間的擁擠情況，於車站安裝自動閘機，以取代舊有的人手驗票模式。
月台
月台利用模式會因應營運情況而有所不同，但大致上可分為︰
- 1–5 – 屬港灣式月台，主要供北方鐵路營運的Metro列車使用。
- 6, 8 – 6號月台屬港灣式月台，維珍東海岸由倫敦開出的列車以此月台為終點；8號月台屬中途式月台，維珍東海岸以本站為終點的列車，以及繼續前往巴拉福特、哈羅蓋特或斯基普頓的列車均使用此月台。另外，清晨開往阿伯丁的列車亦由此月台開出。
- 9, 11, 12, 15, 16 – 屬中途式月台，緃貫鐵路開往約克方向的北行列車在9號或11號月台開出，而南行列車則在12號月台開出。奔寧特快開往紐卡素及約克的東/北行列車，以及開往哈德斯菲爾德、曼徹斯特機場及利物浦萊姆街的西/南行列車在15號和16號月台開出。
- 7, 14 – 屬港灣式月台，供北方鐵路從利茲開出的東/北行地方列車使用。
- 10, 13, 17 – 屬港灣式月台，提供地方及區域鐵路服務，開往曼徹斯特維多利亞及哈德斯菲爾德的西/南行列車，以及開往韋克菲爾德、巴恩斯利、麥都豪爾、謝菲爾德及諾丁漢的南行列車均使用此月台。

## 交通接駁

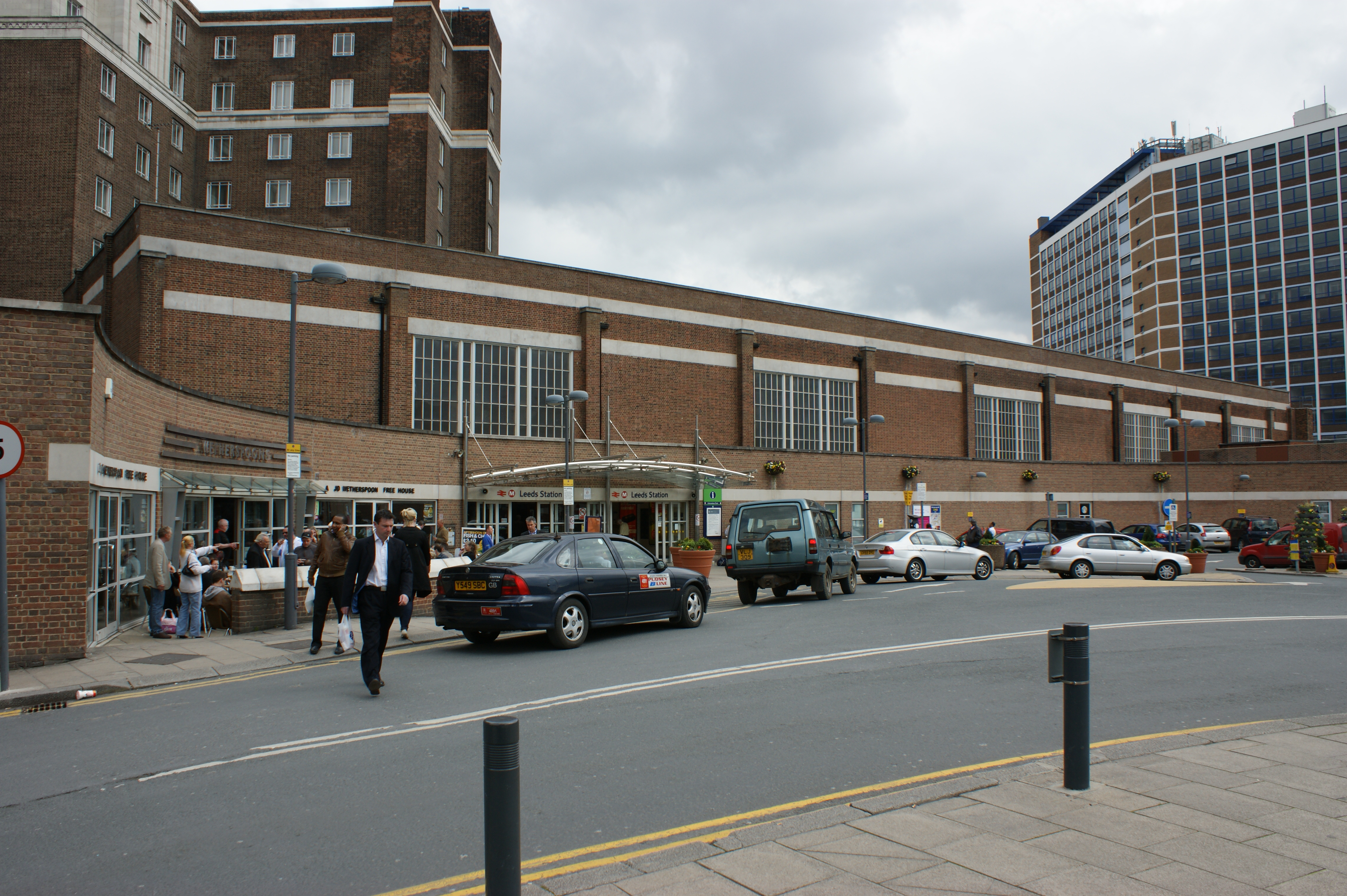
車站西端入口

利茲交匯處位於新車站街入口前，為車站提供交通接駁服務。交匯處設有五個巴士候車亭，供愛瑞發、第一、約克郡老虎三家巴士公司的路線停靠，包括4、5、16、16A、19、19A、40、85、87、90、757、870，以及DalesBus。交匯處亦設有24小時運作的的士等候區。
另外，車站下方的內維爾街和車站外的城市廣場也設有巴士站，車站不遠處的醫院街和波爾里亦提供了更多巴士服務。

### 單車中心
利茲交匯處設有英國第一批單車中心，提供單車修理、儲存和租賃服務。該中心於2010年夏季啟用，設計以荷蘭的單車匯合點為藍本，旨在鼓勵到訪利茲的遊客和通勤者利用單車繼續行程。